# استانیسلاو پرینس
استانیسلاو پرینس (استونیایی: Stanislav Prins؛ زادهٔ ۶ ژوئن ۱۹۸۸) بازیکن فوتبال اهل استونی است.
از باشگاه‌هایی که در آن بازی کرده‌است می‌توان به باشگاه فوتبال فلورا تالین و باشگاه فوتبال ناروا ترانس اشاره کرد.
وی همچنین در تیم‌های ملی فوتبال زیر ۱۹ سال استونی، زیر ۲۱ سال استونی، زیر ۲۳ سال استونی، استونی، و اتحادیه فوتبال استونی بازی کرده‌است.